# Отто Кордес
Отто Кордес (нім. Otto Cordes, 31 серпня 1905 — 24 грудня 1970) — німецький плавець і ватерполіст.
Олімпійський чемпіон 1928 року, срібний призер 1932 року.